# Pomacea cousini
Pomacea cousini е вид коремоного от семейство Ampullariidae.

## Разпространение
Видът е разпространен в Еквадор.